# 潼關高程

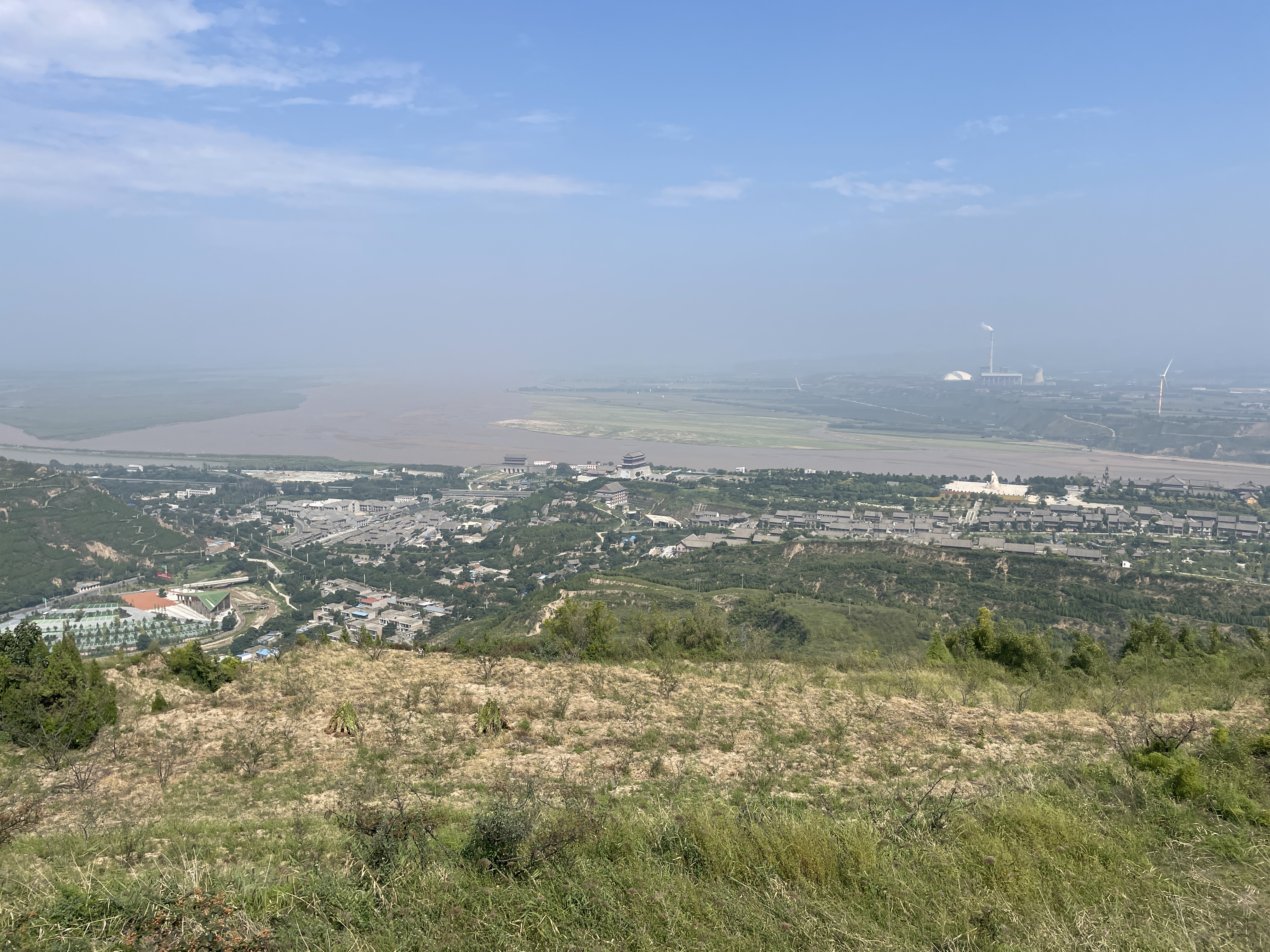
渭河于潼关汇入黄河

潼關高程是涉及黃河中游的水利工程術語，主要指黃河河水在流經陕西潼關時，斷面洪水每秒流量達1000立方米時的相應水位，數值越高，即代表渭水下游泥沙淤積程度越高，黃河最大支流渭水發生洪災的風險越高。
2003年10月19日，得出的潼關高程數據為海拔327.94米。而在1960年9月至1962年3月三门峡水库运行初期“蓄水拦沙”期间，库区泥沙淤积严重，致使潼关高程由323.69米上升到328米。
關於潼關高程的計算，是根據黃河潼關水文站6號提供的數據為主，潼关水文站位于山陕交界处黄河风陵渡铁路桥附近，是三门峡水库入库的把口站。
不過由於黃河潼關水文站6號目前沒有河水流量檢測設備，過去一直使用黃河潼關水文站7號的斷面流量計算。現在則用黃河潼關水文站8號的斷面流量計算，數據之後用以對應黃河潼關水文站6號預測的斷面流量。

## 決定潼關高程的因素
據水利專家介紹，決定潼關高程有兩個因素：
- 三門峽水庫的蓄水程度
- 黃河水量大小與泥沙含量。

## 潼关高程的争端[2]
自上世紀九十年代以來，黄河水量锐减，潼關高程便一直提高，渭水泥沙的淤積終於導致關中平原在2003年8月27日，發生特大洪災，渭河倒灌，陝西省經濟損失慘重，但是這次渭河洪峰僅相當於三五年一遇的洪水流量。
陝西省和下游的三門峽雙方都認同潼關高程過高，是導致2003年8月陝西「小水釀大災」的主因，不過對於何種因素導致潼關高程過高，兩派的意見截然不同，并且双方都拉来此领域内的各路专家，提供了一系列数据与理论，作为论据来支持其观点。

### 陝西省的觀點
陝西方面認為導致潼關高程提高的原因，罪魁禍首就是下游的三門峽水電站，這是由於三門峽水庫為了產生更多電力的需要，而讓水庫一直在高水位運行，三門峽的水位越高，從潼關到三門峽的黃河流速就會越來越慢，進而使渭河流域整體河床隨之抬高。根據此點，陝西方面一直呼籲讓三門峽水庫在汛期敞泄，以利潼關高程的降低，甚至有些人揚言廢棄三門峽水庫，令潼關高程回復正常水平。水利部曾經委托西安理工大學製作沖刷模型，以模擬三門峽水庫實現敞泄，對降低潼關高程的作用，結果得出的數據支持陝西方面的說法。             

### 三門峽的觀點
三門峽方面認為，自1986年以來，黃河流域「來水、來沙」條件發生異變是導致潼關高程的主要原因，自1995以來，渭河來水量「大幅下降53%」，並提供數據指出進入三門峽水庫的黃河水量已由六七十年代的400億立方米，減少到150～200億立方米，雨水枯竭使渭河無力將河道裏的泥沙沖刷下來。
三門峽方面雖然承認在1960年9月至1962年3月的初期「蓄水攔沙」期間，庫區泥沙淤積嚴重，致使潼關高程由323.69米上升到328米，並隨之對上游產生負面影響。但隨後鑒於對陝西省的影響，水庫運用方式不斷調整，最高運用水位亦不斷降低，尤其是自1999年以後，水庫的運用水位對潼關高程的影響已經消除。
據三門峽方面提供的數據，1985年之前歷史上汛期三門峽入庫流量大於2000立方米每秒的洪水量，平均每年有168億立方米，而2000～2002年減至年均約3.5億立方米，減少98%。三門峽方面說，陝西省境內因水土流失所產生的泥沙量占三門峽水庫總泥沙達70%以上，結論是陝西境內的水土流失，是造成三門峽水庫淤積和潼關高程抬升的最主要原因'。

### 水利專家的觀點
對於讓三門峽水庫在汛期敞泄是否降低潼關高程的有效途徑，目前學術界還沒有達成一致，而三門峽水庫的去留之爭，在一段時間內尚不會有明確結果。水利部曾委託清華大學、中國科學院、黃河水利委員會（黃委會）和西安理工大學四家製作沖刷模型，以模擬三門峽水庫實現敞泄，對降低潼關高程的作用。結果發現，在陝西的西安理工大學得出的資料最高：5年降低3.5米，即證明三門峽水庫的敞泄有利於渭河水位的降低；而在河南省郑州市的黃委會則得的數據最低：5年僅下降1米。

## 減低潼關高程的措施
自2003年8月尾，關中平原發生特大洪災後，水利部為了降低潼關高程，避免類似洪災重演，採取下列措施：
- 清淤河段——维持桃汛期作业，并适当上延河段，潼关河段清淤，利用汛期水流挟沙能力强的特点，通过拓展主槽，消除阻水浅滩，促使该河段和黄渭交汇处泥沙下泄。[1]
- 在渭河的东芦湾，採取人工裁弯取直等措施。[1]

採取以上措施後，2003年的10月19日，潼关高程的监测数据为327.94m，较汛前6月份的328.82m降低了0.88m。